# Neef-nichthuwelijk
Een neef-nichthuwelijk is een vorm van huwelijk tussen een volle neef en nicht, twee volle neven, twee volle nichten of tussen een oom of tante en een neef of nicht. De huwelijkspartners hebben in dit geval dus een familieband van de derde of vierde graad met elkaar.

## Wetgeving

Wetgeving neef-nichthuwelijk wereldwijd.
neef-nichthuwelijk toegestaan
Toegestaan met beperkingen
Wettelijkheid hangt af van religie of cultuur
Verboden met uitzonderingen
Verboden maar niet strafbaar
Strafbaar
Geen gegevens beschikbaar

Het neef-nichthuwelijk is in de meeste landen van de wereld legaal, maar verboden in Bulgarije, China, de Filipijnen, India (afhankelijk van religie), Kosovo, Kroatië, Macedonië, Noord-Korea, Roemenië, Servië, Taiwan en Zuid-Korea. In de Verenigde Staten verschilt dit van staat tot staat: soms is het neef-nichthuwelijk volkomen legaal, soms zijn er voorwaarden, soms is het verboden en in enkele staten is het zelfs strafbaar. In veel Centraal-Aziatische, Zuidoost-Aziatische en tropisch Afrikaanse landen bestaat er geen wetgeving omtrent het neef-nichthuwelijk. In Engelse literatuur van informele onderwerpen worden zulke relaties soms cousincest genoemd.

### Nederland
Sinds 1 april 2001 mogen door de legalisatie van het homohuwelijk ook twee volle neven en twee volle nichten of een oom-neef en tante-nicht een huwelijk aangaan. In de vroege 21e eeuw zijn enkele vergeefse pogingen gedaan om het neef-nichthuwelijk te verbieden, waaronder in september 2009 door staatssecretaris Albayrak (kabinet-Balkenende IV), met als doel huwelijksdwang bij zogenaamde "importbruiden" tegen te gaan. Volgens schattingen zou 22-25% van de Turkse en Marokkaanse Nederlanders met een (achter-)neef of (achter-)nicht zijn getrouwd.
Op 23 maart 2012 liet minister-president Mark Rutte (kabinet-Rutte I) opnieuw weten te streven naar een verbod. Het verbod op het neef-nichthuwelijk werd op 29 oktober 2012 opgenomen in het regeerakkoord van het kabinet-Rutte II. Een wetenschappelijk-ethisch onderzoeksteam van de VU reageerde negatief op het voornemen, dat geen oplossing zou bieden tegen immigratiehuwelijken. Uit cijfers van het SCP bleek in 2012 dat in de tien voorgaande jaren het aantal importhuwelijken uit Turkije en Marokko is gehalveerd. Tweedegeneratieallochtonen zijn veelal zo vernederlandst dat ze zelf hun partner willen kiezen en liever in Nederland dan in hun herkomstland. Een verbod zou huwelijksdwang niet uitbannen en uiteindelijk slechts symboolpolitiek zijn die ook anderen buiten de doelgroep raakt. De VU-onderzoekers pleiten voor voorlichting en vrije keuze.
Sinds 5 december 2015 mag door de Wet tegengaan huwelijksdwang een huwelijk tussen neef en nicht alleen gesloten worden als er een beëdigde verklaring is van beide partners dat zij uit vrije wil toestemming geven voor het huwelijk.

## Religie
De abrahamitische religies hebben doorgaans geen probleem met het neef-nichthuwelijk. Leviticus 18, waar de regels staan opgetekend voor ongeoorloofde seks tussen bloedverwanten, verbiedt geen omgang tussen neven en nichten, en ook Deuteronomium niet. Elders in het Oude Testament zijn verscheidene voorbeelden van neef-nichthuwelijken te vinden, zoals tussen Isaak en Rebekka. In de Koran stelt Soera De Vrouwen 4:22-24 dat men alle vrouwen mag trouwen die niet in een eerdergenoemde relatie tot de persoon staan, waarbij nichten niet genoemd worden.
In de katholieke Kerk mogen neef en nicht in principe niet met elkaar huwen. Een huwelijk in zijlijn is nietig tot en met de vierde graad. Vanaf de vierde graad kan er wel bij de bisschop toestemming gevraagd worden om te huwen (can. 1091).

## Biologische aspecten
Biologisch zijn er lichte bezwaren in te brengen tegen een neef-nichthuwelijk, omdat dit voor inteelt kan zorgen. In de algemene populatie is de kans 2-3% op een kind met een zodanig ernstige aangeboren aandoening dat zij in het eerste levensjaar medische zorg nodig hebben. Kinderen uit bloedverwante relaties hebben een extra kans van 1-2% op een aangeboren aandoening (Cornel, 2003). Een aantal aandoeningen wordt pas na het eerste levensjaar ontdekt. Deze later ontdekte aandoeningen brengen het percentage aangeboren aandoeningen in de algemene populatie op 4%, binnen neef-nicht huwelijken is dit percentage verdubbeld (Modell en Darr, 2002). Als de afstand tot de gemeenschappelijke voorouder groter is, is het extra risico op een kind met een zeldzame aandoening kleiner: het extra risico voor een achterneef-achternicht huwelijk is 1%, voor een neef-nicht huwelijk 2%.

### Darwin

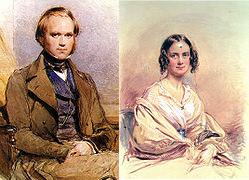
Charles en Emma Darwin waren neef en nicht

Een bekend voorbeeld van een neef-nichthuwelijk is tussen de beroemde bioloog Charles Darwin en zijn nicht Emma Wedgwood. Toen Darwin zijn evolutietheorie ontwikkelde, merkte hij dat nauw verwante individuen zwakker nageslacht kunnen produceren dan minder verwante individuen, al wist hij nog niet van genetica. Het heeft hem vaak doen twijfelen of hij wel met Emma kinderen moest krijgen, en het vroeg overlijden van Mary Eleanor Darwin (1842), Charles Waring Darwin (1856-1858), maar vooral zijn lievelingsdochter Anne Elizabeth Darwin (1841-1851) heeft hij vaak aan zijn eigen beslissing om met zijn nicht te trouwen geweten. De kans dat inteelt werkelijk een grote factor was in Annes dood is echter klein, en alle andere zeven kinderen van Charles en Emma waren gezond, hebben lang geleefd en veel bereikt.